# آراکس (نویسنده)
آراکس (ارمنی: Արաքս؛ انگلیسی: Araks زادهٔ ۲۵ دسامبر ۱۹۰۳ - درگذشته ۱۵ ژانویهٔ ۱۹۷۸) نویسنده و مترجم اهل ارمنستان بود.

## زندگی‌نامه
وی با نام کامل آراکس مورادی آودیسیان (ارمنی: Արաքս Մուրադի Ավետիսյան) در ۲۵ دسامبر ۱۹۰۳ در قاراکیلیسا در (کیروفاکان سابق و وانادزور فعلی) به دنیا آمد و در تفلیس در مدرسه ماریامیان-هوانیان ویژه بانوان در تحصیل نمود. وی تحصیلات عالیه خویش را در دانشگاه دولتی ایروان (۱۹۳۰) و در مسکو در انستیتو روزنامه‌نگاری کمونیسم (۱۹۳۳) دنبال نمود و متعاقباً به عنوان روزنامه‌نگار برای انتشارات و سازمان‌های مختلف به فعالیت پرداخت. وی عضو اتحادیه نویسندگان اتحاد شوروی بود. همچنین برندهٔ جوایزی همچون چهره فرهنگی شایسته ارمنستان شوروی شده‌است. وی در ۱۵ ژانویهٔ ۱۹۷۸ در سن ۷۴ سالگی در ایروان درگذشت.